# スティーブ・ブロック
スティーブ・ブロック（英語: Stephen Clark Bullock、1966年4月11日 - ）は、アメリカ合衆国の政治家。第24代モンタナ州知事を務めた。

## 政治家としての経歴
1966年4月11日にモンタナ州ミズーラに誕生する。第23代モンタナ州司法長官を務めた後、2013年にモンタナ州知事選挙に出馬して当選し、2017年に再選を果たした。2021年1月4日に退任した。

### 2020年アメリカ合衆国大統領選挙への出馬表明
2019年5月に2020年アメリカ合衆国大統領選挙に向けた民主党の大統領候補指名争いに名乗りを上げる。主な公約は選挙資金規制の強化などである。
出馬表明は20番手以降とかなり遅く、2020年アメリカ合衆国大統領選挙というよりも将来に向けた知名度向上が主な目標である。しかしながら2019年7月30日に開催された第2回討論会では10人の候補者の中の1人として参加し、バーニー・サンダースやエリザベス・ウォーレンらリベラル勢力の主張について、現実性に欠け本選挙では勝てないと力説して存在感を示した。ただし、支持率の向上には直結しておらず、2019年8月に行われたキニピアック大学の支持率調査によれば、ジョー・バイデン（32パーセント）、エリザベス・ウォーレン（19パーセント）、バーニー・サンダース（15パーセント）ら有力候補に大きく水をあけられて1パーセント以下と低迷。同年12月2日に大統領選挙からの撤退を表明した。

## 日本との関係
2017年11月に熊本県・モンタナ州姉妹提携35周年を迎え、州知事として記念式典を開催した。アメリカ合衆国を訪問した熊本県の蒲島郁夫県知事を団長とする代表団を迎えた。